# Лунинский район
Лу́нинский райо́н — административно-территориальная единица (район) и муниципальное образование (муниципальный район) в составе Пензенской области России. Административный центр — рабочий посёлок Лунино.

## География
Район занимает территорию 1689,32 км², находится в северной части области. Граничит на востоке с Никольским районом, на юго-востоке — с Городищенском районом, на юге с Бессоновским районом, на западе — с Мокшанским районом, на северо-западе — с Иссинским районом Пензенской области, на севере — с Мордовией.

## История
Район образован 16 июля 1928 года в составе Пензенского округа Средне-Волжской области.
С 1929 года район в составе Средневолжского (Куйбышевского) края.
25 января 1935 года из состава района выделен Большевьясский район.
С 1936 года район в составе Куйбышевской области, с 1937 года — в Тамбовской области.
4 февраля 1939 года район передан в состав вновь образованной Пензенской области.
12 октября 1959 года в состав района вновь включена территория упразднённого Большевьясского района.
В 1963—1965 годах в состав района входила территория упразднённого Иссинского района.

## Население
| 1939    | 1959    | 1970    | 1979    | 1989    | 2002    | 2009    |
| ------- | ------- | ------- | ------- | ------- | ------- | ------- |
| 57 829  | ↗76 758 | ↘43 656 | ↘34 234 | ↘26 211 | ↘23 247 | ↘19 477 |
| 2010    | 2011    | 2012    | 2013    | 2014    | 2015    | 2016    |
| ↗19 944 | ↘19 850 | ↘19 735 | ↘19 673 | ↘19 455 | ↘19 260 | ↘18 924 |
| 2017    | 2018    | 2021    |         |         |         |         |
| ↘18 633 | ↘18 348 | ↘16 272 |         |         |         |         |

### Урбанизация
В городских условиях (рабочий посёлок Лунино) проживают  44,41 % населения района.

### Национальный состав
95,2 % — русские, 1,7 % — татары, 1,7 % — мордва, 1,4 % — представители прочих национальностей.

## Административное деление
В Лунинский район как административно-территориальное образование входят 1 рабочий посёлок (пгт) и 9 сельсоветов.
В муниципальный район входят 10 муниципальных образований, в том числе 1 городское поселение и 9 сельских поселений.
| №        | Муниципальное образование | Административный центр | Количество населённых пунктов | Население | Площадь, км2 |
| -------- | ------------------------- | ---------------------- | ----------------------------- | --------- | ------------ |
| 1e-06    | Городское поселение:      |                        |                               |           |              |
| 1        | рабочий посёлок Лунино    | рабочий посёлок Лунино | 1                             | ↘7227     | 39,45        |
| 1.000002 | Сельские поселения:       |                        |                               |           |              |
| 2        | Болотниковский сельсовет  | село Болотниково       | 11                            | ↘1096     | 196,97       |
| 3        | Большевьясский сельсовет  | село Большой Вьяс      | 7                             | ↘1891     | 352,69       |
| 4        | Засурский сельсовет       | село Засурское         | 4                             | ↘592      | 155,47       |
| 5        | Иванырсинский сельсовет   | село Иванырс           | 3                             | ↘639      | 284,34       |
| 6        | Ломовский сельсовет       | село Ломовка           | 8                             | ↘913      | 198,52       |
| 7        | Лунинский сельсовет       | рабочий посёлок Лунино | 6                             | ↘1762     | 122,36       |
| 8        | Родниковский сельсовет    | село Родники           | 3                             | ↘870      | 64,92        |
| 9        | Степановский сельсовет    | село Старая Степановка | 6                             | ↘643      | 144,05       |
| 10       | Сытинский сельсовет       | село Сытинка           | 7                             | ↘639      | 145,84       |

### Населённые пункты
В Лунинском районе 56 населённых пунктов.
| №  | Населённый пункт        | Тип                     | Население | Муниципальное образование |
| -- | ----------------------- | ----------------------- | --------- | ------------------------- |
| 1  | Александрия             | село                    | ↘60       | Большевьясский сельсовет  |
| 2  | Анучино                 | село                    | ↘25       | Сытинский сельсовет       |
| 3  | Белый Ключ              | село                    | ↘10       | Большевьясский сельсовет  |
| 4  | Березенки               | деревня                 | ↘3        | Иванырсинский сельсовет   |
| 5  | Болотниково             | село                    | ↗449      | Болотниковский сельсовет  |
| 6  | Большое Лёвино          | село                    | ↘19       | Родниковский сельсовет    |
| 7  | Большой Вьяс            | село                    | ↘1419     | Большевьясский сельсовет  |
| 8  | Головачевка             | село                    | ↘4        | Сытинский сельсовет       |
| 9  | Гольцовка               | железнодорожная станция | ↘35       | Родниковский сельсовет    |
| 10 | Гольцовка               | село                    | ↗153      | Лунинский сельсовет       |
| 11 | Госсортучасток          | населённый пункт        | ↘44       | Сытинский сельсовет       |
| 12 | Дарьевка                | село                    | ↘163      | Большевьясский сельсовет  |
| 13 | Екатериновка            | село                    | ↘122      | Засурский сельсовет       |
| 14 | Еланка                  | село                    | ↘5        | Болотниковский сельсовет  |
| 15 | Засурское               | село                    | ↘652      | Засурский сельсовет       |
| 16 | Иванырс                 | село                    | ↘714      | Иванырсинский сельсовет   |
| 17 | Иванырсинский Лесозавод | посёлок                 | ↘129      | Иванырсинский сельсовет   |
| 18 | Казачья Пелетьма        | село                    | ↘421      | Ломовский сельсовет       |
| 19 | Карауловка              | деревня                 | ↘11       | Засурский сельсовет       |
| 20 | Краснооктябрьский       | посёлок                 | ↘192      | Лунинский сельсовет       |
| 21 | Лесной Вьяс             | село                    | ↘693      | Большевьясский сельсовет  |
| 22 | Липовка                 | село                    | ↘336      | Болотниковский сельсовет  |
| 23 | Липяги                  | село                    | ↘182      | Сытинский сельсовет       |
| 24 | Ломовка                 | село                    | ↘753      | Ломовский сельсовет       |
| 25 | Луговой                 | посёлок                 | ↘18       | Ломовский сельсовет       |
| 26 | Лунино                  | рабочий посёлок         | ↘7227     | рабочий посёлок Лунино    |
| 27 | Манторово               | село                    | ↗1159     | Лунинский сельсовет       |
| 28 | Марьевка                | деревня                 | ↘31       | Ломовский сельсовет       |
| 29 | Михайловка              | село                    | ↘299      | Степановский сельсовет    |
| 30 | Нагорная Пелетьма       | село                    | ↘9        | Ломовский сельсовет       |
| 31 | Надеждинка              | деревня                 | ↘5        | Болотниковский сельсовет  |
| 32 | Назарьевка              | село                    | ↘44       | Болотниковский сельсовет  |
| 33 | Напольный Вьяс          | село                    | ↘315      | Большевьясский сельсовет  |
| 34 | Николаевка              | деревня                 | ↘3        | Болотниковский сельсовет  |
| 35 | Новая Заря              | посёлок                 | ↘7        | Ломовский сельсовет       |
| 36 | Новая Кутля             | село                    | ↘54       | Лунинский сельсовет       |
| 37 | Новая Степановка        | село                    | ↘68       | Степановский сельсовет    |
| 38 | Посопная Пелетьма       | село                    | ↘99       | Ломовский сельсовет       |
| 39 | Предиславенка           | деревня                 | ↘3        | Болотниковский сельсовет  |
| 40 | Родники                 | село                    | ↘887      | Родниковский сельсовет    |
| 41 | Сандерки                | село                    | ↘64       | Лунинский сельсовет       |
| 42 | Синорово                | село                    | ↘297      | Болотниковский сельсовет  |
| 43 | София                   | село                    | ↘32       | Большевьясский сельсовет  |
| 44 | Старая Кутля            | село                    | ↘369      | Лунинский сельсовет       |
| 45 | Старая Степановка       | село                    | ↘394      | Степановский сельсовет    |
| 46 | Суворово                | село                    | ↘54       | Болотниковский сельсовет  |
| 47 | Сытинка                 | село                    | ↘431      | Сытинский сельсовет       |
| 48 | Танеевка                | село                    | ↘334      | Сытинский сельсовет       |
| 49 | Тепловка                | село                    | ↘55       | Степановский сельсовет    |
| 50 | Тоузаково               | село                    | ↘77       | Сытинский сельсовет       |
| 51 | Ферлюдинка              | деревня                 | ↗58       | Болотниковский сельсовет  |
| 52 | Чертеим                 | село                    | ↘13       | Засурский сельсовет       |
| 53 | Чирково                 | село                    | ↘192      | Степановский сельсовет    |
| 54 | Шукша                   | село                    | ↘37       | Болотниковский сельсовет  |
| 55 | Юдино                   | село                    | ↘1        | Степановский сельсовет    |
| 56 | Ягодный                 | посёлок                 | ↘36       | Ломовский сельсовет       |

Упразднённые населённые пункты
- 1996 год — деревни Ивановка и Родники Лесновьясского сельсовета[21], Кирилловка Дарьевского сельсовета[22]
- 2001 год — деревни Печеуры и Степная[23].

- 2004 год — деревни Шехмаметьево и Ковалейка, село Трескино, поселок Белый Родник[24].

- 2015 год — посёлок Березенский Лесозавод Иванырсинского сельсовета[25].

## Транспорт
Через район проходит Куйбышевская железная дорога (участок «Пенза—Рузаевка»). С Пензой район связывает трасса Р158 «Нижний Новгород—Саратов».

## Известные уроженцы
- Хазов Николай Панфилович (1913—1991) — гвардии подполковник, Герой Советского Союза, командир 172-го гвардейского стрелкового Гнезненского Краснознаменного орденов Суворова и Кутузова полка. Родился в с. Большой Вьясс 13.12.1913 г[26].
- Чернигин, Егор Васильевич (1896—1976) — участник Первой мировой, Гражданской и Великой Отечественной войны, полный кавалер ордена Славы. Родился в деревне Родники В настоящее время в родном селе установлена мемориальная доска в его память.